# Synallaxis cinerascens
Synallaxis cinerascens е вид птица от семейство Furnariidae.

## Разпространение
Видът е разпространен в Аржентина, Бразилия, Парагвай и Уругвай.